# Scharten
Scharten is een gemeente in de Oostenrijkse deelstaat Opper-Oostenrijk, gelegen in het district Eferding (EF). De gemeente heeft ongeveer 2100 inwoners.

## Geografie
Scharten heeft een oppervlakte van 24 km².
Het hoogste punt is de "Roithner Kogl" op 448m.
Ongeveer 11% van de gemeente is bebost en 75% akkerland.
Samen met de gemeente Sankt Marienkirchen an der Polsenz vormt Scharten het Natuurpark Obst-Hügel-Land dat zich kenmerkt door een heuvellandschap met talrijke fruitboomgaarden, vooral kersen-, abrikozen- en appelbomen. In de bloesemtijd is het een geliefd toeristengebied.

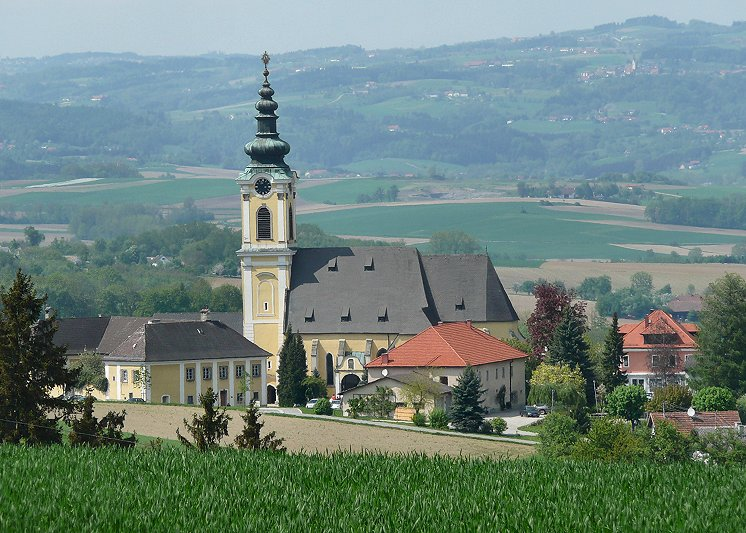
Scharten

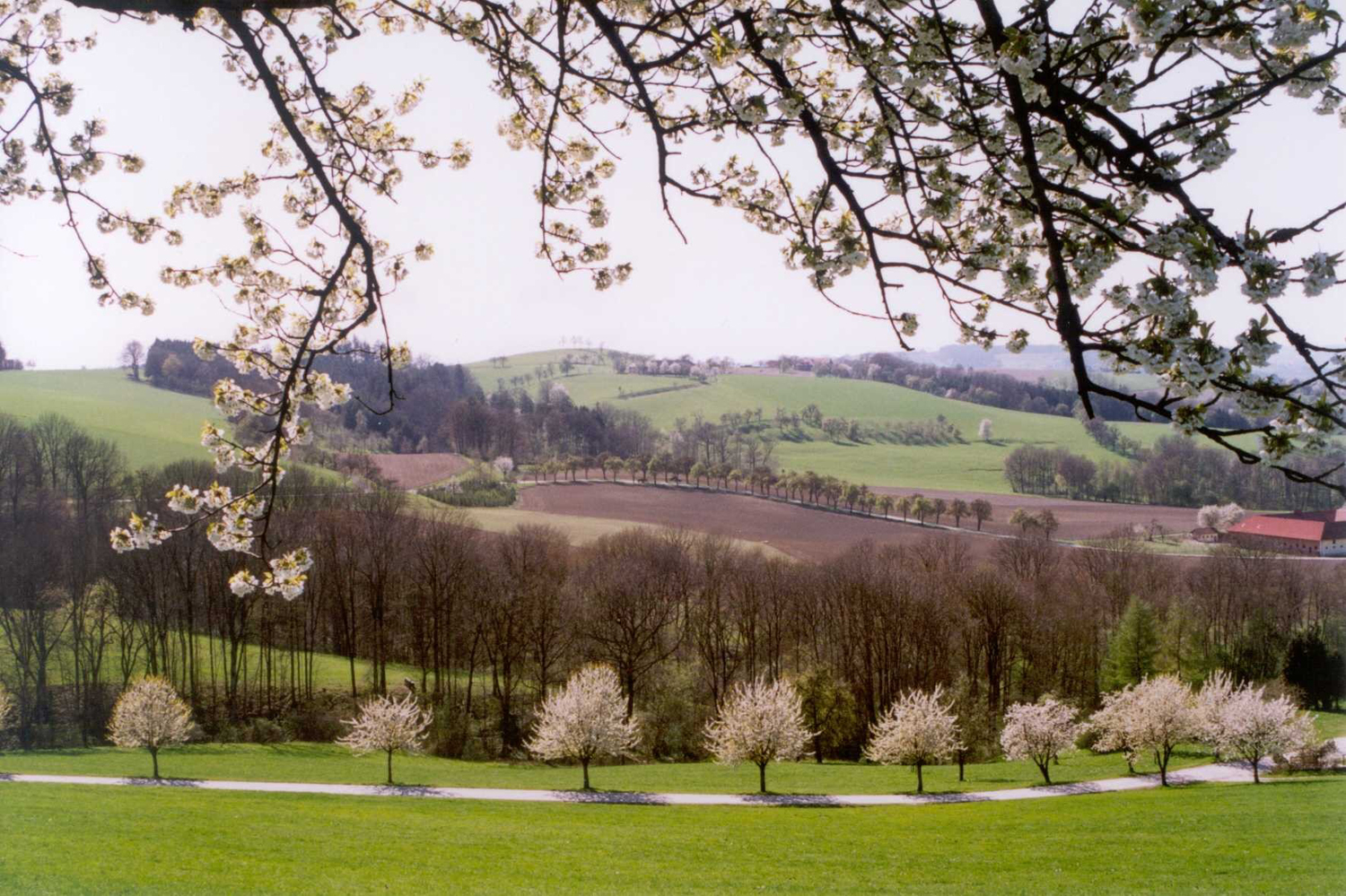
Natuurpark Obst-Hügel-Land

Alkoven · Aschach an der Donau · Eferding · Fraham · Haibach ob der Donau · Hartkirchen · Hinzenbach · Prambachkirchen · Pupping · Scharten · Sankt Marienkirchen an der Polsenz · Stroheim
- Gemeinsame Normdatei: 4228777-7
- MusicBrainz: 77f08b4d-e120-4ebf-93df-c4b67158871c
- Virtual International Authority File: 234669286
- WorldCat: E39PCjJp8YPypFyhTpdrPGfrdP